# Sidiki Kaba
Sidiki Kaba (21 de agosto de 1950) é um político senegalês, primeiro-ministro de Senegal de 6 de março a 3 de abril de 2024.
É o guardião dos selos e Ministro da Justiça do Senegal desde 2013. Em 8 de dezembro de 2014, foi eleito Presidente da Assembleia dos Estados Partes no Estatuto de Roma do Tribunal Penal Internacional como candidato de consenso dos Estados Partes Africanos e aprovado pela Mesa da Assembleia. Ele servirá como Presidente da Assembleia, que funciona a partir de Nova Iorque e Haia, ao mesmo tempo que continuará as suas funções como Ministro da Justiça a partir de Dakar.
Sidiki Kaba estudou direito. Tem dedicado a sua carreira profissional à promoção e proteção dos direitos humanos, particularmente em questões relacionadas com a liberdade de imprensa, os direitos das mulheres e os direitos políticos. Participou nas negociações do Estatuto de Roma em 1998 e, posteriormente, implementou numerosas campanhas para promover a ratificação do Estatuto pelo Senegal e muitos outros países africanos. Em 2001, tornou-se o primeiro africano a ser eleito Presidente da Federação Internacional dos Direitos Humanos, organização que já havia representado na Comissão Africana dos Direitos Humanos e dos Povos. Ele é fundador de inúmeras organizações jurídicas e de defesa.